# Naturelink Aviation
Naturelink Aviation, що діє як Naturelink — південноафриканська авіакомпанія зі штаб-квартирою у муніципалітеті Гаутенг (ПАР), що працює в області забезпечення пасажирських і вантажних авіаперевезень в рамках довгострокових контрактів з урядовими структурами, нафтовидобувними компаніями і міжнародними корпораціями по всіх регіонах Африки, Близького Сходу та Азії. Компанія також надає свої повітряні судна в сухий і мокрий лізинг іншим авіаперевізникам.
В даний час Naturelink Aviation обслуговує понад 12 аеропортів в дев'яти країнах світу на трьох континентах, експлуатуючи власний повітряний флот з 21 літака.
Портом приписки авіакомпанії і її головним транзитним вузлом (хабом) є Аеропорт Уандербум в Преторії.

## Флот
Станом на 15 листопада 2009 року флот авіакомпанії Naturelink Aviation становили такі повітряні суду:
- 11 Embraer EMB 120 Brasilia (один літак у лізингу в авіакомпанії Elysian Airlines, один — в SCD Aviation, один — в Zambezi Airlines і два лайнери працюють за контрактом з Організацією Об'єднаних Націй)
- 2 Raytheon Beech King Air B200
- 1 Cessna 208 Caravan
- 5 P-750XL
- 1 Socata TBM850
- 1 Raytheon Beech Baron 58